# Endiandra elaeocarpa
Endiandra elaeocarpa là loài thực vật có hoa trong họ Nguyệt quế. Loài này được Gillespie miêu tả khoa học đầu tiên năm 1931.